# Bulevar José Batlle y Ordóñez
Bulevar José Batlle y Ordóñez, es una de las avenidas más largas de Montevideo, Uruguay, después de la Avenida José Belloni.
Se extiende desde la Rambla República de Chile hasta Camino Francisco Lecocq, en el barrio Sayago Norte. Anteriormente se le conoció con el nombre de Camino Propios.

## Historia
Esta calle surgió con la fundación de la ciudad de Montevideo, cuando se le conocía como Camino de los Propios, y servía como límite más externo de la ciudad, integrado por las dehesas de propiedad de la ciudad y era fuente de ingresos para el entonces Cabildo de Montevideo. Con el tiempo la ciudad creció de forma radial, sin embargo, absorbió el trazado lineal original del camino.

## Características
Con un largo total de 13.5 km y su trazado transversal respecto a la trama de la ciudad lo hace una importante arteria de movilidad. En su recorrido vincula áreas urbanas contrastadas, por un lado atraviesa la zona sureste, la cual se caracteriza por ser ocupada por una población de mayor poder adquisitivo, y presentar mayor cobertura de servicios, por otro lado en la zona noroeste atraviesa barrios de población de menor poder adquisitivo y más deficitaria en servicios básicos.
Su carácter de bulevar deriva de que se trata de una importante avenida, con un trazado preciso, con continuidad de su calzada, importancia de sus canteros, su iluminación e importante volumen de tránsito; esta denominación como bulevar, no tiene que ver con las características de sus bordes, como en otros casos. Su trazado es, en su mayoría, independiente de los tejidos urbanos que atraviesa.